# Gustav Bauer
Gustav Bauer ( hør ? født 6. januar 1870 i Darkehmen nær Königsberg i Østpreussen, død 16. september 1944) var en tysk politiker (SPD). Han var tysk kansler fra 1919 til 1920.
Bauer startede sin politiske karriere som fagforeningsmand og blev valgt ind i Rigsdagen for det socialdemokratiske parti. I oktober 1918 blev han medlem af prins Max af Badens rigsregering og blev siddende også under Philipp Scheidemann. Da Schneidemann gik af i protest mod Versailles-traktaten i juni 1919, blev Bauer kansler. Han gik af i marts 1920, kort efter det mislykkede Kapp-Putsch.
Senere var han medlem af Hermann Müller og Joseph Wirths regeringer.
Den regering, han ledede, bestod af den såkaldte Weimarkoalition.

## Kabinet, juni 1919–marts 1920
- Gustav Bauer (SPD) – statsminister (efter 14. august 1919 kansler)
- Matthias Erzberger (Z) – vicekansler og finansminister
- Hermann Müller (SPD) – udenrigsminister
- Dr. Eduard David (SPD) – indenrigsminister
- Rudolf Wissell (SPD) – økonomiminister
- Robert Schmidt (SPD) – fødevareminister
- Dr. Alexander Schlicke (SPD) – arbejdsminister
- Dr. Johannes Bell (Z) – transportminister og koloniminister
- Johannes Giesberts (Z) – postminister
- Wilhelm Mayer (Z) – skatteminister
- Gustav Noske (SPD) – forsvarsminister

Ændringer
- 15. juli 1919 – Robert Schmidt efterfølger Wissell som økonomiminister.
- 3. oktober 1919 – Dr. Eugen Schiffer (DDP) bliver justitsminister og efterfølger Erzberger som vicekansler. Erzberger forbliver finansminister. Dr. Erich Koch-Weser (DDP) efterfølger David som indenrigsminister. David forbliver i kabinettet som minister uden portefølje.
- 25. oktober 1919 – Otto Gessler (DDP) bliver genopbygningsminister.
- 7. november 1919 – Koloniministeriet afvikles. Bell forbliver transportminister.
- 30. januar 1920 – Mayer går af som skatteminister.
- 12. marts 1920 – Erzberger går af som finansminister.